# 爱尔兰国家图书馆
爱尔兰国家图书馆（英語：National Library of Ireland）是爱尔兰的国家图书馆，位于都柏林基尔代尔街，毗邻伦斯特府和爱尔兰国家博物馆考古学部。其建筑由托马斯Newenham迪恩设计。爱尔兰政府的艺术、遗产和爱尔兰语部负责该图书馆。
爱尔兰国家图书馆的使命是“收集，保存，推广和提供爱尔兰生活的档案和知识记录，并提供前往知识的更广阔天地的通路”。
爱尔兰国家图书馆是一个参考图书馆，有大量的爱尔兰的和有关爱尔兰的材料，可供免费咨询，乔治包括图书、地图、手稿、音乐、报纸、期刊和照片。其收藏品中包括由私人和政府出版商发行的材料。

## 收藏
爱尔兰国家图书馆收藏以下著名作家的个人笔记和工作簿：
- 詹姆斯·乔伊斯[1]
- 威廉·巴特勒·叶芝[1]
- 谢默斯·希尼[1]
- 麥克·希金斯[1]
- 科尔姆·托宾[1]
- 羅迪·道伊爾[1]